# 시드니앤더슨나무쌀쥐
시드니앤더슨나무쌀쥐(Oecomys sydandersoni)는 비단털쥐과 나무쌀쥐속에 속하는 남아메리카 설치류이다. 볼리비아 동부의 좁은 지역에서 조각 숲에서 서식한다. 중간 크기의 종으로 몸무게는 약 45g이고 몸의 털 색은 주로 회색과 갈색이며, 잘 발달한 발바닥과 함께 짧고 넓은 뒷발을 갖고 있다.
1964년 처음 표본이 수집되었고, 2009년에 공식적으로 기재되었다. 근연종은 남아메리카의 좀더 북쪽과 남쪽에 분포하는 마모레나무쌀쥐(O. concolor)와 마모레나무쌀쥐(O. mamorae)로 추정된다. 나무쌀쥐속에 속하는 종들 다른 중에서 이들 3종은 머리 동맥의 특정 배치가 같은 특징을 갖고 있다. 실제로 시드니앤더슨나무쌀쥐의 생태에 대해 알려져 있는 것은 많지 않다.

## 분류학
1964년과 1965년에 미국 자연사 박물관 탐사팀을 이끈 시드니 앤더슨(Sydney Anderson)이 시드니앤더슨나무쌀쥐의 표본 3점을 처음 수집했다. 이 표본은 이 지역 털진드기에 대한 보고서에서 언급되었고, 1990년대 출판에서 O. concolor라는 학명으로 임시적으로 동정했다. 1997년부터 2006년까지 노엘 캠프 메르카도 국립공원(NKMNP)에서의 연구에서 스미스소니언 협회 동물학자 엠몬스(Louise Emmons)와 동료 연구자가 이색나무쌀쥐(O. bicolor)와 로버트나무쌀쥐(O. roberti), 긴털쌀쥐(O. trinitatis), 종 수준을 식별할 수 없는 4번째 종을 포함하여 일련의 나무쌀쥐속 4종을 입수했다. 2009년 칼레톤(Michael Carleton)과 엠몬스, 무세르(Guy Musser)가 후자를 1960년대 수집했고 이전에 이색나무쌀쥐(O. bicolor)로 식별했던 표본을 참고하여 신종 Oecomys sydandersoni로 기재했다. 일반명은 시드니앤더슨나무쌀쥐 첫 표본 수집을 포함하여 볼리비아 포유류 동물상을 연구한 시드니 앤더슨(Sydney Anderson)의 이름을 따서 지었다.
근연종은 브라질 북서부와 베네수엘라 남부, 콜롬비아 동부를 포함한 아마존 우림 북부 지역에서 발견되는 단색나무쌀쥐와 볼리비아와 파라과이, 브라질 인근 지역에서 발견되고 아르헨티나 북동부 지역에서 서식하는 것을 보이는 마모레나무쌀쥐로 추정된다. 이 3종은 파생된 경동맥 순환 패턴으로 알려진 머리 동맥의 특별한 구성을 공유하고 있으며 이는 나무쌀쥐속에서 독특한 특징이지만 다른 형질에서는 일반적인 유사성을 보이고 있다. 그러나 시드니앤더슨나무쌀쥐는 다른 종들과 털과 신체 치수 특징에서 차이가 난다. 3종이 확실히 근연종 관계를 갖고 있는 지는 분자생물학 정보를 사용해서 결정해야 한다.
3종 모두, 남아메리카와 중앙아메리카 남부 우림 서식지에 분포하는 약 15종을 포함하고 있는 나무쌀쥐속의 일부이다. 나무쌀쥐속은 100종 이상의 아메리카 설치류의 다양한 조합인 쌀쥐족에 속하는 설치류 속으로 수백 종의 작은 설치류를 포함하고 있는 비단털쥐과 목화쥐아과로 분류된다.

## 특징
| 측정치    | 범위      | 평균    |
| --------- | --------- | ------- |
| 몸길이    | 109~166mm | 125.0mm |
| 꼬리 길이 | 115~145mm | 132.8mm |
| 뒷발 길이 | 21~27mm   | 24.1mm  |
| 귀 길이   | 15~19mm   | 16.4mm  |
| 몸무게    | 30~57g    | 44.9g   |

시드니앤더슨나무쌀쥐는 나무쌀쥐속 중에서 중간 크기의 쌀쥐로 예를 들어 이색나무쌀쥐(O. bicolor) 보다 큰 편이지만, 마모레나무쌀쥐(O. concolor)와 마모레나무쌀쥐(O. mamorae) 보다는 작다. 털은 짧고 부드러우며 섬세하고, 등 쪽은 밝은 황토색빛 갈색부터 연한 황갈색을 띠며 어느 정도 갑자기 변하여 배 쪽은 보통 회색이다. 턱과 목의 털과 배 일부는 완전히 희다. 머리는 나머지 등 쪽보다 회색빛을 띠고 눈꺼풀은 검다. 귀 바깥쪽으로 짧은 털이 얇게 덮여 있고, 갈색과 회색빛 갈색을 띤다.
짧고 넓은 뒷발은 때묻은 흰색이고, 잘 발달한 발바닥과 발가락의 털뭉치, 긴 다섯번째 발가락 등 나무쌀쥐속의 전형적인 특징을 일부 보여 준다. 꼬리 길이는 평균 몸길이보다 약간 길지만, 나무쌀쥐속 중에서 상대적으로 짧다. 꼬리는 균일한 갈색을 띠지만 피부 쪽은 약간 희미한 부분이 있다. 듬성듬성 털이 난 꼬리는 끝이 검다. 성적이형성에 대한 정보는 없다.
두개골은 짧은 앞부위(주둥이)와 넓은 안와간 부위(두 눈 사이)를 보여 준다. 두개 덮개는 안와상 판을 통해 드러난다. 구개 앞 부분의 구멍인 절치공은 아주 넓고 첫번째 어금니까지 이어진다. 광대뼈 판, 협골궁(광대활, 광대뼈)의 평평한 앞 부분이 확장되어 있고 앞 쪽 끝에 잘 발달한 절흔이 보인다. 구개 자체는 편평하고 제3 어금니 뒤에서 살짝 끝난다. 제3 어금니 근처에 위치하는 후외측 구개 구멍이 잘 발달되어 있다. 익상돌기 사이, 구개 끝 부분 뒤에 있는 개구는 둥글고 넓다. 익설골 지주로 알려진 익설골이 확장된 부분이 보통 2개의 난원형 보조 구멍과 저작근-협근 구멍(개구)으로 분리하고 있다. 고실막 덮개는 작다.

## 분포 및 생태
시드니앤더슨나무쌀쥐는 모식산지가 위치한 노엘 캠프 메르카도 국립공원(NKMNP)을 포함한 볼리비아 동부 베니 주와 산타크루스 주에 알려져 있다. 일부를 제외한 모든 표본은 설치류를 가장 자주 만나는 계절성 범람원 초원의 작은 삼림지대에서 발견된다. 근연종 쌀쥐 이테네스강쌀쥐와 가시쥐 긴꼬리가시쥐, 주머니쥐 린네쇠주머니쥐도 같은 서식지에서 발견된다.